# Saint-Macoux
Saint-Macoux – miejscowość i gmina we Francji, w regionie Nowa Akwitania, w departamencie Vienne.
Według danych na rok 1990 gminę zamieszkiwały 474 osoby, a gęstość zaludnienia wynosiła 44 osoby/km² (wśród 1467 gmin regionu Poitou-Charentes, Saint-Macoux plasuje się na 570. miejscu pod względem liczby ludności, natomiast pod względem powierzchni na miejscu 794.).